# Scottie Thompson
Scottie Thompson (Richmond, 9 de noviembre de 1981) es una actriz y modelo estadounidense.

## Carrera
Su primer papel lo obtuvo en Brotherhood y, luego de ser estrella invitada en varias series de televisión, fue contratada para interpretar a la Dra. Jeanne Benoit en NCIS.
Ha modelado para la revista Maxim.

## Filmografía

### Cine
| Año  | Título          | Papel           |
| ---- | --------------- | --------------- |
| 2009 | Star Trek       | Esposa de Nero  |
| 2010 | Skyline         | Elaine          |
| 2011 | Deck the Halls  | Regan Reilly    |
| 2012 | Lake Effects    | Sara Tisdale    |
| 2013 | 37              | Jemma Johnstone |
| 2013 | The Lookalike   | Mila            |
| 2017 | Dead on Arrival | Bonnie          |

### Televisión
| Año           | Título                         | Papel            |
| ------------- | ------------------------------ | ---------------- |
| 2006          | Brotherhood                    | Shannon McCarthy |
| 2006          | Law & Order                    | Julia Ketchum    |
| 2006          | CSI: Miami                     | Lindsey Archer   |
| 2006          | Ugly Betty                     | Editora de fotos |
| 2006–presente | NCIS                           | Jeanne Benoit    |
| 2007          | Shark                          | Leslie Purcell   |
| 2007          | CSI: NY                        | Lia Ramsey       |
| 2008          | Eli Stone                      | Jessica Benson   |
| 2009          | Bones                          | Kim Mortenson    |
| 2009          | The Closer                     | Tara Latimer     |
| 2009–2010     | Trauma                         | Diana Van Dine   |
| 2010          | Drop Dead Diva                 | Jocelyn Harold   |
| 2010          | Rizzoli & Isles                | Lola             |
| 2011          | Partners                       | Mattie Scott     |
| 2012          | Nikita                         | Mia              |
| 2014          | CSI: Crime Scene Investigation | Teniente Debra   |
| 2015          | Anatomia de Grey               | Renee Collier    |
| 2020          | NCIS: Los Angeles              | Sarah Raines     |